# Фляйшванген
Фляйшванген (нім. Fleischwangen) — громада в Німеччині, знаходиться в землі Баден-Вюртемберг. Підпорядковується адміністративному округу Тюбінген. Входить до складу району Равенсбург.
Площа — 5,80 км2. Населення становить 687 ос. (станом на 31 грудня 2020).